# Atalaya (Oaxaca)
Atalaya es un núcleo rural del municipio de Santiago Yosondúa, ubicado en el distrito de Tlaxiaco, el cual forma parte de la región mixteca del estado mexicano de Oaxaca.

## Geografía
La localidad se ubica a 9.3 kilómetros (en dirección sur) de la localidad de Santiago Yosondúa, la cabecera y lugar más poblado del municipio. Se sitúa en las coordenadas geográficas 16°57′18″N 97°33′51″O / 16.955000, -97.564167, a una elevación de 2,620 metros sobre el nivel del mar.

## Demografía
Según el Conteo de Población y Vivienda 2020, efectuado por el Instituto Nacional de Estadística y Geografía, la localidad tiene 385 habitantes, de los cuales 182 son del sexo masculino y 208 del sexo femenino. Su tasa de fecundidad es de 3.42 hijos por mujer y tiene 104 viviendas particulares habitadas.
| Gráfica de evolución demográfica de Atalaya entre 1940 y 2020 |
|                                                               |
| INEGI.                                                        |